# Nemoraea chrysophora
Nemoraea chrysophora är en tvåvingeart som först beskrevs av Christian Rudolph Wilhelm Wiedemann 1830.  Nemoraea chrysophora ingår i släktet Nemoraea och familjen parasitflugor. Inga underarter finns listade i Catalogue of Life.